# Juliana Maria van Brunswijk-Wolfenbüttel
Juliana Maria van Brunswijk-Wolfenbüttel (Wolfenbüttel, 4 september 1729 — Fredensborg, 10 oktober 1796) was van 1752 tot 1766 koningin van Denemarken en Noorwegen. Ze behoorde tot het Nieuwere Huis Brunswijk.

## Levensloop
Juliana Maria was de jongste dochter van hertog Ferdinand Albrecht II van Brunswijk-Wolfenbüttel uit diens huwelijk met Antoinette Amalia, dochter van hertog Lodewijk Rudolf van Brunswijk-Wolfenbüttel.
Op 8 juli 1752 huwde ze in het Slot Frederiksborg met koning Frederik V van Denemarken (1723-1766), die na de dood van zijn eerste echtgenote Louise van Hannover in december 1751 weduwnaar was geworden. Hierdoor werd Juliana Maria koningin van Denemarken en Noorwegen, een functie waarin ze de populariteit van haar voorgangster niet wist te evenaren. Uit haar huwelijk werd een zoon Frederik (1753-1805) geboren.
Na de dood van Frederik V in januari 1766 trok Juliana zich terug op het Slot van Fredensborg, haar weduweresidentie. Haar mentaal zieke stiefzoon Christiaan VII werd de nieuwe koning van Denemarken en Noorwegen. Ze had met hem geen hechte band en hoopte dat haar eigen zoon Frederik de Deense troon zou bestijgen. Christiaan stond sterk onder de invloed van zijn lijfarts Johann Friedrich Struensee, die van 1770 tot 1772 de feitelijke machtshebber van Denemarken was en ook een relatie had met zijn echtgenote Caroline Mathilde van Wales. Struensee voerde een Verlichtingsgezind beleid en hield Juliana Maria ver van iedere politieke inspraak. In 1772 speelde ze een beslissende rol bij de val van Struensee, nadat ze haar steun toezegde aan de conservatieve krachten onder leiding van Ove Høegh-Guldberg en hen ruggendekking gaf bij de koning. Juliana Maria beval de executie van Struensee en zorgde ervoor dat Caroline Mathilde van Wales voor de rest van haar leven werd verbannen.
Na de dood van Struensee oefenden Juliana Maria en Ove Høegh-Guldberg de werkelijke macht in Denemarken uit, totdat Christiaans zoon Frederik VI in 1784 zestien jaar werd en zelf aan de macht kwam. Onder haar bewind was Denemarken een bondgenoot van koning Frederik II van Pruisen, met wie ze uitgebreid correspondeerde.
In 1780 ving ze eveneens de vier overlevende broers en zussen van tsaar Ivan VI van Rusland op. Dit waren de kinderen van haar broer Anton Ulrich, die gehuwd was met de Russische prinses Anna Leopoldovna, die van 1740 tot 1741 fungeerde als regentes voor haar zoon Ivan VI. Na een staatsgreep van de Russische prinses Elisabeth Petrovna werd het hele gezin gevangengezet. Na een akkoord met tsarina Catharina II van Rusland slaagde Juliana erin om haar neven en nichten naar Denemarken te halen, die voor de rest van haar leven onder haar verantwoordelijkheid stonden.
Na het einde van haar regentschap in 1784 trok Juliana Maria zich terug op het Slot van Fredensborg, waar ze in oktober 1796 op 67-jarige leeftijd stierf.
- Gemeinsame Normdatei: 10110569X
- International Standard Name Identifier: 0000 0000 1072 3369
- Library of Congress Control Number: n2005003333
- Virtual International Authority File: 368963
- WorldCat: E39PBJyh8xYWqwDfmc4PWK6qcP